# Indira (chanteuse)
Ne doit pas être confondu avec Indila.
Pour les articles homonymes, voir Indira.
Indira, de son vrai nom Indira Éden Baboke Tamboulo, née le 9 juillet 2002 à Dimako, est une chanteuse, médecin, auteure-compositrice de gospel et actrice camerounaise.
En 2021, elle remporte le Canal 2'Or de la meilleure artiste ou groupe de musique Gospel au Cameroun. Indira compte au total 4 albums studio dont le quatrième intitulé Souffle Nouveau, est sorti en 2020.

## Biographie

### Enfance et débuts
Indira est née le 9 juillet 2002 à Dimako au Cameroun. Elle est la fille de Crescence Baboke, pasteure et d'Oswald Baboke, haut-fonctionnaire de l’État. Elle se lance dans la musique dès l'enfance. Elle obtient le GCE Advanced Level Sciences (équivalent du Baccalauréat scientifique) en 2018. En 2023, elle est en quatrième année de médecine à l'Université de Yaoundé I. Le 17 juin 2025 elle a soutenu et obtenu avec mention spéciale un doctorat d'Etat en médecine 

### Carrière musicale
Indira commence sa carrière musicale à l'âge de 6 ans et son tout premier album intitulé Quelle Joie, sort en 2009. On y retrouve les titres quelle joie immense Je vous souhaite, Yawe, Seigneur Jésus je t'aime et Score de honte. Son second album Consécration sort en 2012. En 2014, elle sort Appelle en existence qui connait un  grand succès. Son troisième album intitulé Le Surnaturel est un album de 9 titres sort officiellement en février 2016. Puis, en 2017, elle signe son retour avec trois titres:Tu Joues La Vie, Jésus Ne Fait Pas Le Buzz et Prions Ensemble.
En 2018, elle fait un single intitulé Ne Me Laisse Pas Seul. Ce gospel est utilisé sur la bande originale du film Conséquence, dans lequel elle joue le rôle principal. En novembre 2019, elle signe une collaboration avec l'artiste ivoirien Serge Beynaud dans le titre J'aurai La Victoire. Dans le contexte de crise sanitaire, elle enregistre également un autre single intitulé Stop Covid 19 en avril 2020.
Le 13 novembre 2020, elle annonce la sortie de son album intitulé Souffle Nouveau, constitué de 18 titres et 1 titre en bonus. Le 27 Février 2021, elle donne concert live au Musée National de Yaoundé.
Indira a été nommée quatre fois au Canal 2'Or, (en 2015, 2017, 2019, 2021) dans la catégorie artiste et groupe de musique gospel et en 2021 elle remporte le prix dans cette catégorie.

### Carrière au cinéma
Indira fait ses débuts au Cinéma en 2015 dans le film Il a le dernier mot réalisé par Créscence Baboke. En 2018, elle signe son retour sur la scène cinématographique dans le film Conséquence. En 2020, elle commence à participer aux web-séries notamment avec Ulrich Takam dans les Feats de Takam. En 2021, elle a un rôle dans les capsules de Takam.

## Discographie

### Album
- 2009: Quelle joie
- 2012 : Consécration
- 2016: Le Surnaturel
- 2020: Souffle Nouveau

### Singles
- 2009: Quelle Joie
- 2014: Appelle en Existence
- 2017: Tu Joues La Vie
- 2017: Jésus Ne Fait Pas Le Buzz
- 2017: Prions Ensemble
- 2018: Le Plus Fort
- 2018: Ne Me Laisse Pas Seul
- 2018: Ne Commets Pas L'erreur
- 2018: Danse Alors
- 2019: Saint Esprit
- 2019: J'aurai La Victoire avec Serge Beynaud
- 2020: Stop Covid 19
- 2023: Tout sauf la honte
- 2023: Pour la Gloire de Dieu

## Prix et distinctions
- 2015 : Nommée au canal d'or 2015 dans la catégorie artiste/groupe de musique gospel[15].

- 2017 : Prix spécial d'encouragement aux Canal 2'Or 2017[16].
- 2019 : Nommée aux Canal d'or 2019 dans la catégorie  artiste/groupe de musique gospel[17].
- 2019 : Prix de meilleure artiste gospel aux  Urban Jamz Awards[18].
- 2021 : Artiste/groupe de musique gospel aux Canal 2'Or[19].